# Leon Russell
Claude Russell Bridges (Lawton, Oklahoma, 2 de abril de 1942 - Nashville, Tennessee, 13 de novembro de 2016), conhecido profissionalmente como Leon Russell, foi um músico e compositor country americano que trabalhou como músico de sessão e sideman, mantendo também uma carreira solo na música.
Em 2011, ele entrou para o Hall da Fama do Rock and Roll. Como compositor, tem como canções mais conhecidas "A Song for You" (eternizada por Donny Hathaway), "This Masquerade" (eternizada por George Benson), "Delta Lady" e "Hummingbird".

## Carreira
Nascido em Lawton, Oklahoma, Russell estudou na Escola Secundária de Will Rogers em Tulsa, Oklahoma. Na época ele já estava apresentando-se em casas noturnas de Tulsa. Tornou-se músico de sessão, trabalhando como tecladista com diversos músicos célebres desde os anos 60.
Em 1971 participou do  The Concert for Bangladesh organizado pelo ex-beatles George Harrison, tocando piano e cantando algumas composições. O concerto foi o maior evento beneficente já ocorrido na época.
No final da mesma década diversificou sua carreira, passando a compor e a atuar como sideman em várias bandas. Eventualmente deu início a uma carreira solo, apesar de nunca ter abandonado seus envolvimentos anteriores com a indústria musical.
Em 2010, Russell e o cantor britânico Elton John lançaram o álbum  The Union.
Leon Russell morreu em Nashville, em 13 de novembro de 2016, aos 74 anos. Sua morte foi confirmada por sua esposa em uma postagem no site oficial de Russell, que entrou para o Hall da Fama do Rock and Roll em 2011.

## Discografia

### Álbuns de estúdio e ao vivo
| 1968                                                 | Look Inside the Asylum Choir (com Marc Benno)                   | 201 | —  | —  | — | —  |                                                 |
| 1970                                                 | Leon Russell                                                    | 60  | —  | —  | — | —  |                                                 |
| 1971                                                 | Leon Russell and the Shelter People                             | 17  | —  | 14 | — | —  | RIAA: ouro                                      |
| 1971                                                 | Asylum Choir II (com Marc Benno)                                | 70  | —  | —  | — | —  |                                                 |
| 1972                                                 | Carney                                                          | 2   | —  | 4  | — | —  | RIAA: ouro                                      |
| 1973                                                 | Leon Live                                                       | 9   | —  | 9  | — | —  | RIAA: ouro                                      |
| 1973                                                 | Hank Wilson's Back Vol. I                                       | 28  | 15 | 85 | — | —  |                                                 |
| 1974                                                 | Stop All That Jazz                                              | 34  | —  | 43 | — | —  |                                                 |
| 1975                                                 | Will O' the Wisp                                                | 30  | —  | 72 | — | —  | RIAA: ouro                                      |
| 1976                                                 | Wedding Album (com Mary Russell)                                | 34  | —  | —  | — | —  |                                                 |
| 1977                                                 | Make Love to the Music (com Mary Russell)                       | 142 | —  | —  | — | —  |                                                 |
| 1978                                                 | Americana                                                       | 115 | —  | —  | — | —  |                                                 |
| 1979                                                 | One for the Road (com Willie Nelson)                            | 25  | 3  | 28 | 1 | 11 | RIAA: ouro CRIA: ouro                           |
| 1979                                                 | Life and Love                                                   | 204 | —  | —  | — | —  |                                                 |
| 1981                                                 | The Live Album (com New Grass Revival)                          | 187 | —  | —  | — | —  |                                                 |
| 1984                                                 | Hank Wilson, Vol. II                                            | —   | —  | —  | — | —  |                                                 |
| 1984                                                 | Solid State                                                     | —   | —  | —  | — | —  |                                                 |
| 1989                                                 | Leon Russell                                                    | —   | —  | —  | — | —  |                                                 |
| 1991                                                 | Delta Lady                                                      | —   | —  | —  | — | —  |                                                 |
| 1992                                                 | Anything Can Happen                                             | —   | —  | —  | — | —  |                                                 |
| 1992                                                 | Crazy Love                                                      | —   | —  | —  | — | —  |                                                 |
| 1995                                                 | Hymns of Christmas                                              | —   | —  | —  | — | —  |                                                 |
| 1998                                                 | Legend in My Time: Hank Wilson Vol. III                         | —   | —  | —  | — | —  |                                                 |
| 1999                                                 | Face in the Crowd                                               | —   | —  | —  | — | —  |                                                 |
| 1999                                                 | Blues: Same Old Song                                            | —   | —  | —  | — | —  |                                                 |
| 2000                                                 | Live at Gilley's                                                | —   | —  | —  | — | —  |                                                 |
| 2001                                                 | Guitar Blues                                                    | —   | —  | —  | — | —  |                                                 |
| 2001                                                 | Signature Songs                                                 | —   | —  | —  | — | —  |                                                 |
| 2001                                                 | Rhythm & Bluegrass: Hank Wilson, Vol. 4 (com New Grass Revival) | —   | —  | —  | — | —  |                                                 |
| 2002                                                 | Moonlight & Love Songs (with the Nashville Symphony)            | —   | —  | —  | — | —  |                                                 |
| 2003                                                 | In Your Dreams                                                  | —   | —  | —  | — | —  |                                                 |
| 2003                                                 | Bad Country                                                     | —   | —  | —  | — | —  |                                                 |
| 2003                                                 | Almost Piano                                                    | —   | —  | —  | — | —  |                                                 |
| 2006                                                 | A Mighty Flood                                                  | —   | —  | —  | — | —  |                                                 |
| 2006                                                 | Angel in Disguise                                               | —   | —  | —  | — | —  |                                                 |
| 2010                                                 | The Union (com Elton John)                                      | 3   | —  | 7  | — | 24 | CRIA: ouro British Phonographic Industry: prata |
| 2014                                                 | Life Journey                                                    | 164 | —  | —  | — | —  |                                                 |
| "—" denota lançamentos que não atingiram às paradas. |                                                                 |     |    |    |   |    |                                                 |

### Compilações
| 1974                                                 | Looking Back                            | —  |            |
| 1976                                                 | Best of Leon Russell                    | 40 | RIAA: ouro |
| 1992                                                 | Collection                              | —  |            |
| 1996                                                 | Gimme Shelter: The Best of Leon Russell | —  |            |
| 1997                                                 | Retrospective                           | —  |            |
| 2001                                                 | Best of Leon Russell                    | —  |            |
| 2009                                                 | Best of Hank Wilson                     | —  |            |
| "—" denota lançamentos que não atingiram às paradas. |                                         |    |            |

### Singles[17][18]
| 1970                                                 | "Roll Away the Stone"                                  | 109 | —  | —  | —  | —  | Leon Russell                        |
| 1970                                                 | "A Song for You"                                       | —   | —  | —  | —  | —  | Leon Russell                        |
| 1971                                                 | "A Hard Rain's a-Gonna Fall"                           | 105 | —  | —  | —  | —  | Leon Russell and the Shelter People |
| 1972                                                 | "Tryin' to Stay 'Live"                                 | 115 | —  | —  | —  | —  | Asylum Choir II                     |
| 1972                                                 | "Tight Rope"                                           | 11  | —  | 5  | —  | —  | Carney                              |
| 1973                                                 | "Queen of the Roller Derby"                            | 89  | —  | —  | —  | —  | Carney                              |
| 1973                                                 | "Rollin' in My Sweet Baby's Arms" (como Hank Wilson)   | 78  | 57 | —  | 30 | —  | Hank Wilson's Back, Vol. 1          |
| 1973                                                 | "I'm So Lonesome I Could Cry" (como Hank Wilson)       | 78  | —  | —  | —  | —  | Hank Wilson's Back, Vol. 1          |
| 1974                                                 | "A Six Pack to Go" (como Hank Wilson)                  | —   | 68 | —  | 76 | —  | Hank Wilson's Back, Vol. 1          |
| 1974                                                 | "If I Were a Carpenter"                                | 73  | —  | 87 | —  | —  | Stop All That Jazz                  |
| 1975                                                 | "Lady Blue"                                            | 14  | —  | 44 | —  | 18 | Will O' the Wisp                    |
| 1976                                                 | "Back to the Island"                                   | 53  | —  | —  | —  | 33 | Will O' the Wisp                    |
| 1976                                                 | "Rainbow in Your Eyes"                                 | 52  | —  | —  | —  | —  | Wedding Album                       |
| 1978                                                 | "Heartbreak Hotel" (w/ Willie Nelson)                  | —   | 1  | —  | 1  | —  | One for the Road                    |
| 1984                                                 | "Good Time Charlie's Got the Blues"                    | —   | 63 | —  | —  | —  | Solid State                         |
| 1984                                                 | "Wabash Cannonball" (w/ Willie Nelson, as Hank Wilson) | —   | 91 | —  | —  | —  | single only                         |
| 1992                                                 | "Anything Can Happen"                                  | —   | —  | —  | —  | —  | Anything Can Happen                 |
| 1992                                                 | "No Man's Land"                                        | —   | —  | —  | —  | —  | Anything Can Happen                 |
| 2010                                                 | "If It Wasn't For Bad" (com Elton John)                | —   | —  | —  | —  | —  | The Union                           |
| "—" denota lançamentos que não atingiram às paradas. |                                                        |     |    |    |    |    |                                     |